# Самойлов, Максим Сергеевич
Максим Сергеевич Самойлов (25 мая 1981 — 5 октября 2024, Магнитогорск) — российский футболист, опорный полузащитник, тренер.

## Биография
Воспитанник магнитогорского футбола.
Профессиональную карьеру начал в 1999 году в ижевском «Динамо» во втором дивизионе. В ходе сезона 2000 года перешёл в ведущую команду города — «Газовик-Газпром» (позднее — «СОЮЗ-Газпром»). В составе клуба провёл 4,5 сезона в первом дивизионе, сыграл 95 матчей, затем три сезона выступал во втором дивизионе. В 2008 году перешёл в состав дебютанта первого дивизиона — ульяновской «Волги», сыграл за сезон 40 матчей, но не смог помочь команде удержаться в лиге. Затем в течение двух сезонов снова выступал за «СОЮЗ-Газпром». В начале 2010-х годов сменил четыре клуба за два сезона, после чего завершил профессиональную карьеру.
Всего в первенствах России на профессиональном уровне сыграл 310 матчей и забил 27 голов, в том числе в первом дивизионе — 135 матчей (5 голов), во втором дивизионе — 175 матчей (22 гола). За «СОЮЗ-Газпром» сыграл 197 матчей, а всего за ижевские профессиональные клубы — 242 игры. В Кубке России провёл 23 матча и забил один гол, лучшее личное достижение — участие в 2003 году в матчах 1/16 финала против «Крыльев Советов».
В 2017 году играл за любительскую команду «Верхнеуральск» в чемпионате Челябинской области, а в 2018 году был играющим тренером сборной Верхнеуральского района.
После завершения спортивной карьеры тренировал детские команды, работал в Центре футбола «МФЛ» Магнитогорска.
Скончался 5 октября 2024 года на 44-м году жизни в Магнитогорске от остановки сердца.

## Личная жизнь
Брат Антон (род. 1983) тоже был футболистом, сыграл более 230 матчей за профессиональные клубы Ижевска.